# Mama et papa
En linguistique, mama et papa sont les séquences de sons /ma/, /mama/ et autres sons similaires connus comme correspondant aux mots pour « mère » et « père » dans de nombreuses langues du monde.
Les termes basiques de parenté mama et papa se comportent comme un cas spécial de faux cognats. Les similitudes inter-langues entre ces termes sont comprises comme le résultat de la nature de l'acquisition du langage,. Ces mots sont les premiers sons ressemblant à un mot réalisés par les babillements des bébés ; par ailleurs, les parents tendent à associer le premier son des bébés à eux-mêmes et les emploient ainsi comme faisant partie du lexique de leur bébé.
Ainsi n'y a-t-il aucun besoin d'attribuer à un ancêtre commun les similitudes du !kung (en) ba, de l'araméen ܐܒܐ/אבא, ’abā’, du mandarin 爸爸, bàba, du persan بابا, bābā, et du français papa (signifiant tous « père ») ; ou le navajo amá, le mandarin 妈妈, māma, le swahili mama, le quechua mama, le polonais mama, le roumain mama et l'anglais mama (signifiant tous « mère »).
Ces termes sont construits à partir des sons de la parole qui sont les plus faciles à produire (les consonnes bilabiales comme m, p et b et la voyelle ouverte a). Cependant, des variantes peuvent apparaitre : par exemple en fidjien, le mot signifiant « maman » est Nana, le mot en turc est anne, et en ancien japonais, le mot signifiant « mère » était *papa. Le mot en japonais moderne pour « père » est 父, chichi provenant de l'ancien titi. En japonais, le mot enfantin まんま, manma est interprété comme signifiant « nourriture ».
En indo-européen commun, *mā́tēr (reconstruction moderne : *méh₂tēr) signifiait « mère », *pǝtḗr (reconstruction moderne : *ph₂tḗr) signifiait « père », et *átta signifiait « papa », désignation enfantine pour « père ».

## Généralités

### Historique
En 1922, le linguiste Otto Jespersen écrit dans Language: its nature, development and origin:
« D’abord nous avons des mots pour « mère ». Il est très naturel que la mère qui est accueillie par son enfant heureux avec le son « maman » le prenne comme si l’enfant l’appelait « maman », et comme elle vient fréquemment au berceau quand elle entend le son, l’enfant lui-même apprend à utiliser ces syllabes quand il veut l’appeler. »
En 1951, Morris Michael Lewis publia un livre dans lequel il écrit « la mère est généralement nommée avec une forme en « m », le père avec une forme en « b », en « t » ou en « d »,. Cette observation fut confirmée par l'anthropologue américain George Murdock en 1959. Cette année-là, il publia un article dans lequel il compare 531 mots signifiants « mère » et 541 mots signifiant « père » issus de 474 langues différentes réparties sur l’ensemble de la planète. Parmi les langues comparées, 52 % d'entre elles disposent des sons ma, me, mo, na, ne ou no pour désigner le mot « mère » contre seulement 15 % pour le mot « père ». Concernant le mot « père », 55 % des langues comparées utilisent les sons pa, po, ta ou to pour le désigner contre 7 % pour désigner le mot « mère ». George Murdock reconnut dans son article que ces chiffres pouvaient varier du fait que les langues appartenant à une même famille de langues ou sous-famille pouvait influencer les résultats dans un sens ou un autre, mais une étude ne comptant les langues d'une même famille ou d'une même sous-famille donne une tendance similaire.

### Pourquoimamapour «mère» etpapapour «père»?
Dans son article de 1959, George Murdock avance l'hypothèse que le son [m] est le premier son que les bébés prononcent, avant les sons [p]/[b]. La mère étant plus proche de l’enfant, les premiers sons émis par l’enfant sont alors naturellement associés à celle-ci. Les sons suivants, [p]/[b] sont ensuite associés au père.
Certaines langues ont cependant des associations de mots « inversées ». C'est le cas du pitjantjatjara, une langue pama-nyungan parlée en Australie dans laquelle « mère » se dit ngunytju et « père », mama. Même chose en jacaltec, langue maya parlée au Guatemala et au Mexique où « mère » se dit miꞌ et « père », mam. En géorgien, les deux mots sont inversés avec მამა, mama pour « père » tandis que « mère » s'écrit დედა, deda.

## Rejet de l’hypothèse d’une origine commune
Certaines personnes ont proposé que les formes mama et papa trouveraient leur origine dans une langue originelle. Ces formes auraient subsisté, moyennant quelques déformations, dans les langues actuellement parlées sur toute la planète. Bien qu’élégante, cette hypothèse n’est pas retenue par les linguistes.
D’une part, cette langue originelle étant vieille de plusieurs dizaines de milliers d’années et les langues évoluant relativement rapidement (de l’ordre de la centaine d’années), si cette langue a existé, elle a énormément évolué et aucun élément de cette langue ne devrait être reconnaissable dans les langues actuelles. Aucun autre mot ne présente autant de ressemblance parmi la diversité des langues parlées sur la planète ; il n’y a donc aucune raison que les mots mama et papa soient les seuls à ne pas avoir énormément évolué.

## Exemples

### Langues d'Europe
| langue   | famille de langues / sous-famille          | « mère »      | « père »       | notes |
| -------- | ------------------------------------------ | ------------- | -------------- | --- |
| allemand | langue indo-européenne / langue germanique | Mama          | Papa           | Signifient « maman » et « papa ». Les deux mots sont passés du français vers l'allemand au cours du XVIIe siècle.                                        |
| anglais  | langue indo-européenne / langue germanique | mam, mom, mum | dad            | Signifient « maman » et « papa ». |
| basque   | isolat                                     | ama           | aita           | |
| bulgare  | langue indo-européenne / langue slave      | ма̀ма, màma    | та́тко, tátko   | Signifient « maman » et « papa ». |
| corse    | langue indo-européenne / langue romane     | mamma         | babbà          | Signifient « maman » et « papa ». |
| français | langue indo-européenne / langue romane     | maman         | papa           | |
| espagnol | langue indo-européenne / langue romane     | mamá          | papá           | |
| estonien | langue ouralienne / langue fennique        | ema           | taat           | Le mot ema provient du proto-ouralien *emä. |
| féroïen  | langue indo-européenne / langue germanique | mamma         | babba          | Signifient « maman » et « papa ». |
| finnois  | langue ouralienne / langue fennique        | emä           |                | L'utilisation de « emä » est considérée comme archaïque dans le sens de « mère d'un enfant ». Le mot moderne est « äiti », issu du gotique 𐌰𐌹𐌸𐌴𐌹, áiþei. |
| gallois  | langue indo-européenne / langue celtique   | mam           | tad            | |
| grec     | langue indo-européenne / langue hellénique | μαμά, mamá    | μπαμπάς, babás | Signifient « maman » et « papa ». |

« Mère » dans différentes langues :
- allemand Mama
- anglais mama/momma/mam/mum/mom
- arabe dialectal Mama
- basque ama (note : le basque est une langue isolée et ne fait pas partie de la famille linguistique indo-européenne)
- bulgare мама, mama
- catalan mamà/mama
- croate mama
- espagnol mama/mamá
- estonien ema
- féroïen mamma
- finnois emä (note : l'utilisation de « emä » est considérée comme archaïque dans le sens de « mère d'un enfant ». Le mot moderne est « äiti », issu du gotique 𐌰𐌹𐌸𐌴𐌹, áiþei.)
- français maman
- gallois mam
- grec μαμά, mama
- islandais mamma
- gaélique irlandais mamaí
- italien mamma
- lituanien mama
- lombard mader
- néerlandais mama/mam
- norvégien mamma
- polonais mama
- portugais mãe/mamã/mamãe (seulement au Brésil)
- roumain mama/mamă
- russe ма́ма, máma
- serbe мама, mama
- suédois mamma
- suisse allemand mami
- ukrainien мама, mamа
- en hongrois, langue ouralienne non apparentée aux langues indo-européennes, apa signifie « père » et anya « mère ».

En russe па́па, pápa, дед, ded et ба́бка, bábka signifient respectivement « papa », « grand-père » et « grand-mère », bien que les deux derniers termes puissent être utilisés dans le langage enfantin (baba est également un mot d'argot pour « femme » et un mot populaire pour une femme mariée avec un nouveau-né). Dans le langage populaire tata et тя́тя, tjátja pour « papa » étaient aussi utilisés jusqu'au XXe siècle.

### Langues kartvéliennes
- le géorgien est notable par le fait qu'il a des mots similaires « inversés » par rapport aux autres langues : « père » en géorgien est მამა, mama, tandis que « mère » s'écrit დედა, deda. პაპა, papa signifie « grand-père ».

### Langues d'Asie du Sud
Le tamoul, le kannada, le malayalam et le toulou, toutes les quatre des langues dravidiennes, ont toutes les mots amma et appa.
- Bien que amma and appa soient utilisés en toulou, ils ne sont pas réellement des mots toulous mais ils sont utilisés du fait de l'influence du kannada. Le mot actuel pour « mère » en toulou est appe, prononcé [ape] et le mot pour « père » en toulou est amme, prononcé [amæ]. À noter que l'usage de ces mots est en contradiction avec l'usage dans les autres langues (similaire au géorgien dans ce sens).
- En télougou, amma et naanna sont utilisés respectivement pour « mère » et « père ». aam aam signifie également « nourriture » et appa « casse-croute, snack » dans le langage enfantin.
- En malayalam, Amma signifie « mère ». Les Hindous utilisent Achan pour « père » et les Chrétiens Appan. Appan était également précédemment utilisé par les castes matriarcales hindoues pour définir le mari de la mère qui pourrait être ou non le père biologique. Le mot Achan est l'équivalent en malayalam du sanskrit Arya pour « maître ». Achan est devenu le mot signifiant « père » pour les Hindous au cours du XXe siècle.
- En tamoul, தாய், tāy et தந்தை, tantai sont les mots tamouls originaux signifiant « mère » et « père »; அம்மா, ammā et அப்பா, appaā sont des mots courants pour « mère » et « père » respectivement, qui sont utilisés pour s'adresser à eux (appelés mots viLi).
- En kannada, ತಾಯಿ, tāyi pour « mère » et ತಂದೆ, taṃde pour « père » sont utilisés. Cependant pour s'interpeller, les Kannadigas utilisent amma ou Avva ou encore abbe pour « mère » et appa ou anna pour « père ».

Parmi les  langues indo-aryennes:
- l'hindi a le mot माता, mātā comme mot formel pour « mère », bien que le terme informel मां, mā̃ soit plus courant. En raison d'emprunts à l'anglais, les mots mamma et pappa sont également répandus.
- l'assamais a মা, ma et aai pour « mère » et deuta et পিতা, pita pour « père ».
- en bengali, les mots মা, ma et বাবা, baba sont respectivement utilisés pour « mère » et « père ».
- en konkani, les mots comme amma ou aayi pour « mère » et baba ou aan pour « père » sont utilisés.
- en ourdou, le mot pour « mère » est ماں, maa/mɑ̃ː  formellement et اممی, ammi informellement, et père se dit اببجان, abbajan formellement et اببا, abba informellement.
- en cingalais, le mot signifiant « mère » était à l'origine mawa (meniyande) et celui pour « père » était piya (piyanande). L'utilisation de අම්මා, ammā pour « mère » et de තාත්තා, tāttā pour « père » vient de l'influence des autres langues. Dans certaines régions du Sri Lanka, en particulier dans la province du Centre, le cingalais utilise le mot appachchi pour « père ».
- le népalais a आमा, āmā.

### Langues d'Asie centrale et de l'Est
- le japonais utilise 父, chichi et 母, haha respectivement pour « père » et « mère », ce dernier étant issu de *papa (le japonais moderne /h/ dérive de la consonne fricative bilabiale [ɸ] qui à son tour provient de l'ancien *p). Ce sont les mots de base qui ne se combinent pas avec les titres honorifiques. Le japonais a également emprunté mama et papa.
- le khmer a différents mots qui indiquent différents niveaux de respect. Cela inclut les termes intimes mak/meak et pa, les généraux mai/me et puk, et les termes formels ម្ដាយ, mdai et ឪពុក, ’əvpuk.
- en coréen, 엄마, eomma [ʌmma] et 아빠, appa signifient respectivement « maman » et « papa » en langage familier, ce qui dérivent in fine des mots courants 어머니, eomeoni et 아버지, abeoji signifiant respectivement « mère » et « père ».
- en mandarin, 父親, fùqīn et 母親, mǔqīn respectivement pour « père » et « mère ». Cependant, les enfants désignent habituellement leurs parents par les termes 爸爸, bàba (« papa ») et 媽媽, māma (« maman »). Parfois, en langage familier, ils utilisent bà et mā comme forme raccourcie. À noter : le son f était prononcé bilabiallement (comme avec p ou b) autrefois et dans certaines autres formes du chinois, ainsi fu est-il relié au mot courant pa (« père »)).
- en vietnamien, mẹ signifie « mère » et bọ « père ». Má et ba ou cha respectivement en vietnamien du Sud.
- le tibétain utilise ཨ་མ, a ma pour « mère » et པ་ཕ, pa pha pour « père ».
- en thaï, แม่, mâe pour « mère » et พ่อ, pòo (avec un /pʰ/ aspiré) pour « père ». Mama’ et papa' sont également utilisés en thaï.
- en tagalog, une langue austronésiennes, les mères peuvent être appelées par ina, et les pères par ama. Cependant nanay pour « mère » et tatay pour « père » est emprunté du nahuatl[réf. nécessaire] ; le mot inay pour « mère » et itay pour « père » provient du mélange de ina, nanay et tatay. Du fait du contact avec l'espagnol et l'anglais, mamá, papá, ma(m(i)), et dad [dʌd] ou dádi sont également utilisés.
- en ouïghour, une langue d'Asie centrale, ئانا, ana ou ئاپا, apa désignent la mère et ئاتا, ata le père.
- en turc ancien et moderne, ana ou anne désigne la mère et ata l'ancêtre.

### Autres langues
- sumérien ama pour « mère »
- yoruba mama/momo/ìyá pour « mère » et bàbá pour « père »
- tamazight : imma / yemma / inna pour « mère » et dadda / baba / vava pour père
- tzotzil me'
- tzeltal me'
- ch'ol ña'
- kutenai, (une langue isolée du sud-est de la Colombie-Britannique) ma maʔnam[11]

Très peu de langues ne disposent pas de consonnes labiales (ceci étant principalement attesté sur des bases de familles de langues, dans les langues iroquoiennes et certaines langues athapascanes) et seul l'arapaho est connu pour ne pas disposer de la voyelle ouverte /a/. Les mots -na-/-ta- « maman »/« papa » en tagalog sont analogues au plus courant ma/pa dans la nasalité/oralité des consonnes et l'identité de la place de l'articulation.

### Citations originales
1. ↑  « First we have words for ' mother.' It is very natural that the mother who is greeted by her happy child with the sound ' mama ' should take it as though the child were calling her ' mama,' and since she frequently comes to the  cradle when she hears the sound, the child himself does learn to use these syllables when he wants to call her. »
2. ↑  « the mother is usually named with an m-form, the father with a b, t, or d-form »